# Lindley-Mentzelie
Die Lindley-Mentzelie (Mentzelia lindleyi) ist eine Pflanzenart aus der Gattung Mentzelia in der Familie der Blumennesselgewächse (Loasaceae).

## Merkmale
Die Lindley-Mentzelie ist eine einjährige Pflanze, die Wuchshöhen von 15 bis 60 Zentimeter erreicht. Je 2 bis 3 (4) Blüten befinden sich an einem Stängel. Sie öffnen sich abends. Die 5 Kronblätter sind goldgelb mit orangerotem Grund, verkehrt-eiförmig bis fast eiförmig, bespitzt und haben eine Länge von 2 bis 4 Zentimeter.
Blütezeit ist von Juli bis August.

## Vorkommen
Die Lindley-Mentzelie kommt in Kalifornien auf sonnigen Felshängen vor.

## Nutzung
Die Lindley-Mentzelie wird selten als Zierpflanze für Freilandsukkulentenbeete genutzt.

## Belege
- Eckehart J. Jäger, Friedrich Ebel, Peter Hanelt, Gerd K. Müller (Hrsg.): Rothmaler Exkursionsflora von Deutschland. Band 5: Krautige Zier- und Nutzpflanzen. Spektrum Akademischer Verlag, Berlin Heidelberg 2008, ISBN 978-3-8274-0918-8.